# Зимой (картина Коровина)
«Зимой» — картина русского художника Константина Коровина (1861—1939), написанная в 1894 году. Она является частью собрания Государственной Третьяковской галереи. Размер картины — 37,2 × 52,5 см (по другим данным — 37,3 × 52,7 см).

## История
В 1894—1895 годах Константин Коровин написал ряд северных пейзажей, среди которых, в частности, были картины «Зима в Лапландии» (1894) и «Геммерфест. Северное сияние» (1894—1895). Картину «Зимой» также причисляют к этому циклу.
Картина (под названием «Зима») экспонировалась на 6-й выставке Московского товарищества художников, проходившей в 1899 году. В 1900 году она была приобретена у Коровина Советом Третьяковской галереи.
Картина также экспонировалась на выставке «Константин Коровин. Живопись. Театр. К 150-летию со дня рождения», которая проходила с 29 марта по 12 августа 2012 года в выставочном зале ГТГ на Крымском валу.

## Описание
На картине изображена лошадка, запряжённая в сани, спокойно стоящая на снегу у деревенской избы. Рядом с ней — голые зимние деревья и покосившийся забор. Вдали, на горизонте, под пасмурным небом видна тёмная полоска леса.
В цветовой гамме картины преобладают различные оттенки серого и белого цветов, в которых можно различить и тёплые, и холодные тона, совокупность которых создаёт эффект перламутрового свечения. В частности, оттенки серого цвета не являются смесью чёрного и белого, а получены смешиванием контрастных тёплых и холодных тонов.

## Отзывы и критика
В книге о жизни и творчестве Коровина Вера Домитеева писала:
«Зимой» — итог. Предварительный, промежуточный, но итог. Непосредственная история у этюда короткая: вернулся из Парижа домой, сильно соскучился, заново всему удивился и написал этот день возвращённого счастья. Предыстория длиннее, отсчёт с пейзажа на ученической выставке, когда Коровин радовался подтаявшему уходящему снегу, звенящему прощанию-предвестию. Теперь он стал ценить покой. Снег в его этюде лежит ровно, плотно — отдыхом, отдохновением в годовом круговороте… Морозный простор и теплые лошадиные ноздри. «Зимой» — философия Константина Коровина, его отчётливые на белом снегу первоэлементы блага.
Искусствовед Михаил Киселёв так писал о значении этой картины:
Говоря о работе «Зимой», нельзя не подчеркнуть, что именно она стоит в преддверии таких важных для русской живописи явлений, как крестьянский цикл Серова и «Март» Левитана, созданных позднее.